# Dzika Mrówka

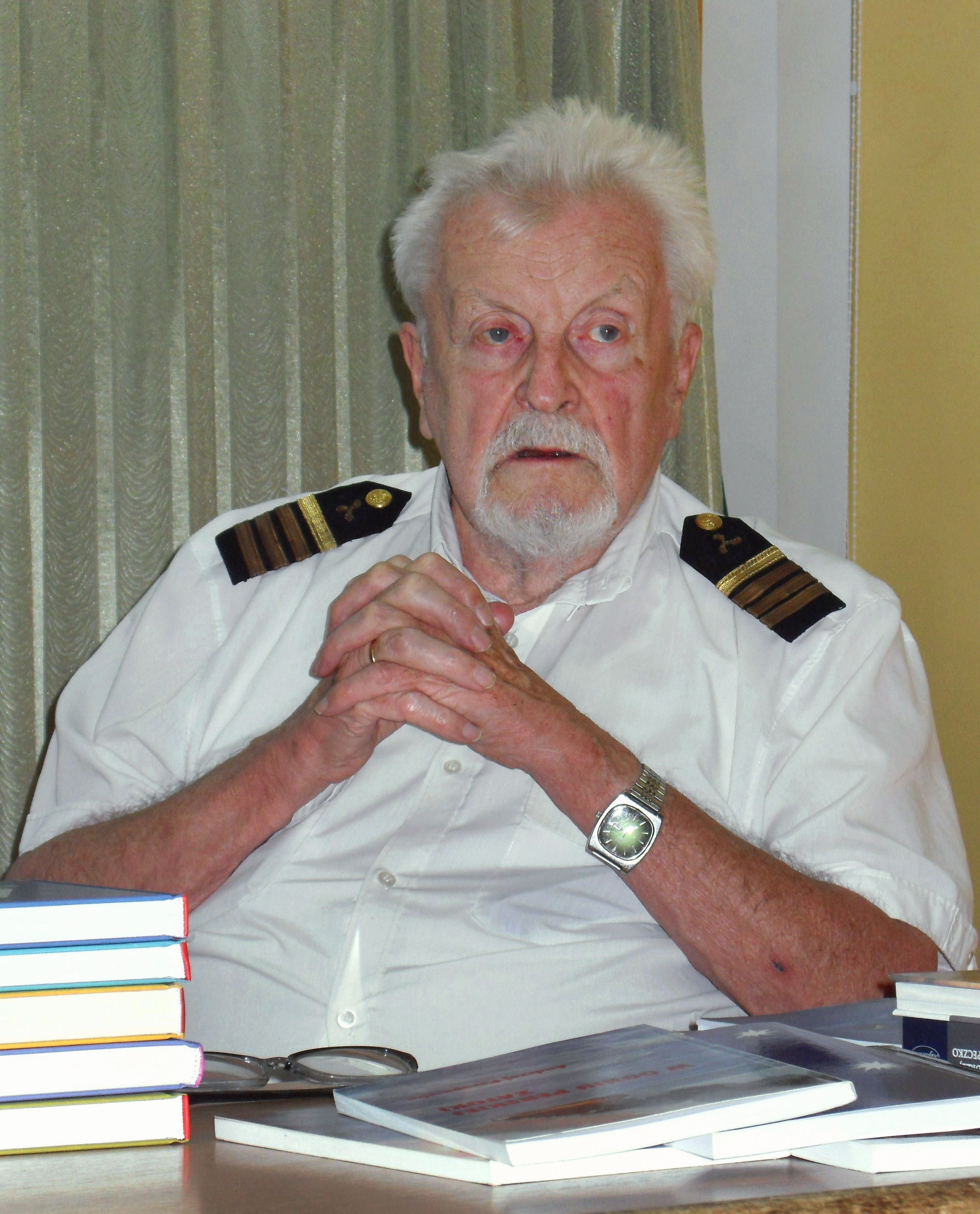
Andrzej Perepeczko

Dzika Mrówka – chłopiec, główny bohater cyklu przygodowych książek dla młodzieży, których autorem jest gdańszczanin Andrzej Perepeczko.
W skład cyklu wchodzą następujące książki:
- (1977) Dzika Mrówka i tam-tamy[1]
- (1981) Dzika Mrówka pod żaglami[2]
- (1983) Podwodny świat Dzikiej Mrówki[3]
- (1986) Dzika Mrówka i Jezioro Złotego Lodu[4]
- (1987) Dzika Mrówka i tajemnica U-2002[5][a]
- (2014) Dzika Mrówka i wenecki Doża Dandolo[6]
- (2015) Dzika Mrówka na kurierskim szlaku[7]
- (2017) Dzika mrówka i tajemnice gdańskiego wybrzeża[8]

Bracia „Dzika Mrówka” vel „Pixi” (Marek) razem z „Jego Bratem” (Jarkiem) oraz Mamą (do której Tata mówi per „Miciu”) i Tatą mieszkają w Gdańsku Oliwie. Tata chłopców jest marynarzem. Po powrocie z kolejnego rejsu Tata, słysząc skargi Mamy, postanawia zająć się braćmi i zabiera ich w rejs do Afryki, podczas którego m.in. ratują arabskiego rybaka, łapią szajkę afrykańskich złodziei i podejmują decyzję o przyszłej nauce w Szkole Morskiej.
W czasie Świąt Bożego Narodzenia Tata zabrał Dziką Mrówkę na spotkanie Klubu Kaphornowców. Dzika Mrówka zafascynowany opowieściami żeglarzy zaczął interesować się żeglarstwem. Porzucił swoją dawną pasję, czyli hokej na lodzie, i zapisał się do klubu żeglarskiego. Po początkowym zniechęceniu ilością zajęć teoretycznych i pracami przy konserwacji żaglówek zaczyna sam żeglować. Po pewnym czasie zostaje wyróżniony i uczestniczy w regatach w klasie „Optymist”. Niestety udział Marka kończy się wywrotką. W kolejnych zawodach odnosi sukcesy i zostaje w nagrodę uczestnikiem pełnomorskiego rejsu na jachcie „Stella Polaris”. Załoga ratuje rozbitków ze szwedzkiego jachtu. W akcji uczestniczył Dzika Mrówka, który uratował dziewczynę przywiązaną do jachtu. „Stella Polaris” z uratowaną załogą płynie do Sztokholmu, gdzie podczas zwiedzania zabytków Dzika Mrówka ulega fascynacji żaglowcem „Vasa” i postanawia poświęcić się kolejnej pasji: podwodnym poszukiwaniom archeologicznym.
Po powrocie z rejsu kapitan „Stelli Polaris” oraz Dzika Mrówka zostają odznaczeni za ratowanie życia. Kilka tygodni później Dzika Mrówka zapisuje się do klubu płetwonurkowego na kurs prowadzony przez Pana Wojtka. W kursie uczestniczy również jego szkolna koleżanka Ulka. Zasłyszana w czasie szkolnej wycieczki historia odkrycia starego dokumentu, w którym była wzmianka o starodawnym grodzisku zatopionym w jeziorze wpływa na wybór miejsca letniego obozu płetwonurkowego. Ulka znajduje zatopione grodzisko. W nagrodę za to odkrycie młodzi płetwonurkowie w czasie następnych wakacji wyjeżdżają na obóz płetwonurkowy na jachcie „Swantewind” u wybrzeży Jugosławii. Po trzęsieniu ziemi, które zniszczyło rybacką wioskę uczestniczą w akcji ratunkowej. Gdy Dzika Mrówka i Pan Wojtek nurkują w celu wydobycia zerwanej kotwicy jachtu odkrywają zatopiony wrak bardzo starego statku.
W czasie kolejnych wakacji Dzika Mrówka, Jego Brat i Ulka uczestniczą w górskim obozie wędrownym członków klubu płetwonurkowego. Zasłyszana przy ognisku opowieść o odkryciu dokumentu „kipu”, który dotyczył ukrytego w Andach skarbu Inków spowodowało zorganizowanie ekspedycji  do Ameryki Południowej. Ekspedycja dzięki szczęśliwemu przypadkowi zakończyła się sukcesem. Młodzi płetwonurkowie odkryli złote indiańskie przedmioty zatopione w bryłach lodu w słonym jeziorze.
W piątej części przygód Dzika Mrówka po przeczytaniu artykułu o Bursztynowej Komnacie zaraża pomysłem jej poszukiwania Pana Wojtka i pozostałych przyjaciół. Poszukiwania naprowadzają bohaterów na ślad zatopionych w zatoce sań oraz okrętu podwodnego. Podążając jego tropem wyjeżdżają do Ameryki Środkowej, gdzie odkrywają zatopioną łódź.
W szóstym tomie przygód (Dzika Mrówka i wenecki Doża Dandolo) bohaterowie razem z przyjaciółmi przemierzają Morze Śródziemne na jachcie „Swantewid” w poszukiwaniu skarbu Weneckiego Żeglarza. Bohaterowie odwiedzają Wenecję, skąd trasa poszukiwań zaginionego zabytku prowadzi przez Morze Śródziemne do starożytnego Halikarnasu i wreszcie do Konstantynopola.